# Ruth Saint Denis
Ruth Saint Denis (née Ruth Dennis à Newark le 20 janvier 1879 et morte à Hollywood le 21 juillet 1968) est une danseuse et enseignante américaine.

## Biographie
Ruth Dennis grandit dans une ferme du New Jersey, où elle pratique des exercices physiques pensés par le théoricien et chanteur François Delsarte que sa mère lui enseigne,. C'est cette technique qui fondera sa future approche de la danse. En 1884, elle commence sa carrière au Worth's Family Theater and Museum. À la suite de cela, Ruth Dennis participe à la tournée du célèbre producteur David Belasco à qui elle doit son nom de scène « Saint Denis[réf. nécessaire] ». C'est durant la tournée de Madame Dubarry en 1904, que la danseuse voyant une publicité illustrée d'une divinité égyptienne, s'en inspire pour créer des danses orientales, mystiques. 
En 1905, Ruth Saint Denis quitte la compagnie de Belasco, pour se lancer dans une carrière solo. Sa première création découle de son penchant pour l'Orient : Radha qu'elle chorégraphie en 1906 sur une musique de Léo Delibes et qui raconte l'histoire de Shiva et de son amour pour une prêtresse, Radha. Bien que sa chorégraphie ne soit pas culturellement authentique, elle exprime les thèmes que Saint Denis perçoit de la culture orientale. Sa tournée aux États-Unis et en Europe connait un franc succès.
En 1911, un jeune danseur nommé Ted Shawn assiste à l'un de ses spectacles à Denver. En 1914, très marqué par cette découverte, il postule pour devenir son élève, et devient vite son partenaire chorégraphique et époux. Ils fondent ensemble en 1915, l'un des lieux important de la danse moderne : la Denishawn School où sont enseignés différentes pratiques telles que le yoga, la danse classique et des cours rythmiques. Louis Horst y tenait des cours de composition chorégraphique. À l'école, Ruth Saint Denis sert d'inspiration pour les étudiants : c'est une danseuse instinctive, avec des dons remarquables d’improvisation.
Martha Graham, Lilian Powell, Evan-Burrows Fontaine, Charles Weidman, Doris Humphrey, Lester Horton et José Limon, grands noms de la danse moderne, seront formés à l'école de Ruth Saint Denis.

## Théorie
Concevant une approche spirituelle de la danse, Ruth Saint Denis a exprimé l'idée que la chair et l'esprit ne peuvent être séparés ; de même que l'art et la religion. Cette idée sera plusieurs fois reprise par son mari Ted Shawn.
Tout comme Isadora Duncan, elle a rêvé d'un temple de la danse qu'elle a nommé « la Cathédrale du Futur ».